# Schmochtitz
Schmochtitz (hornolužickosrbsky  Smochćicy) je místní část velkého okresního města Budyšín v Horní Lužici v německé spolkové zemi Sasko. Nachází se v zemském okrese Budyšín a má 49 obyvatel.

## Geografie
Schmochtitz leží severozápadně od centra města Budyšín. Severozápadně od vsi protéká potok Bolbritzer Wasser. Okolí zástavby je převážně zemědělsky využívané. Západní částí území vsi prochází Svatojakubská cesta.

## Historie
První písemná zmínka pochází z roku 1391, kdy je ves uváděna jako Smochticz. Roku 1936 se ke Schmochtitz připojila Niederuhna a Oberuhna se svou místní částí Löschau. V roce 1948 se celá obec připojila k Salzenforstu, od roku 1969 pak patřilo Schmochtitz k obci Salzenforst-Bolbritz, od roku 1994 ke Kleinwelce a od roku 1999 k Budyšínu. Od roku 2007 je oficiálně vedeno jako samostatná místní část.

## Obyvatelstvo
Vesnice náleží k lužickosrbské oblasti osídlení.

## Pamětihodnosti
- Schmochtitzké vzdělávací středisko svatého Benna – do roku 2020 Dům svatého Benna, původně rytířský statek